# Urrao (ort)
Urrao är en ort i Colombia.   Den ligger i departementet Antioquía, i den nordvästra delen av landet, 300 km nordväst om huvudstaden Bogotá. Urrao ligger 1 833 meter över havet och antalet invånare är 18 846.
Terrängen runt Urrao är huvudsakligen kuperad, men norrut är den bergig. Urrao ligger nere i en dal. Runt Urrao är det glesbefolkat, med 16 invånare per kvadratkilometer. Urrao är det största samhället i trakten. I omgivningarna runt Urrao växer i huvudsak städsegrön lövskog.